# (32163) Claireburch
(32163) Claireburch est un astéroïde de la ceinture principale.

## Description
(32163) Claireburch est un astéroïde de la ceinture principale. Il fut découvert le 24 juin 2000 à Socorro (Nouveau-Mexique) par le projet LINEAR. Il présente une orbite caractérisée par un demi-grand axe de 2,31 UA, une excentricité de 0,15 et une inclinaison de 5,1° par rapport à l'écliptique.

## Compléments